# 발린
발린(영어: valine) (기호: Val 또는 V)은 단백질의 생합성에 사용되는 α-아미노산이다. 발린은 α-아미노기(생물학적 조건에서 양성자화된 −NH3+ 형태), α-카복실기(생물학적 조건에서 탈양성자화된 −COO− 형태) 및 곁사슬인 아이소프로필기를 포함하고 있다. 발린은 비극성 지방족 아미노산이다. 발린은 사람에게 필수적인 아미노산으로 신체에서 합성되지 않으며 음식을 통해 섭취해야 한다. 사람은 육류, 유제품, 콩제품, 기타 콩류와 같은 단백질을 함유한 식품으로부터 발린을 얻을 수 있다. 발린은 GU로 시작하는 모든 코돈(GUU, GUC, GUA, GUG)에 의해 암호화되어 있다.

## 역사 및 어원
발린은 1901년에 독일의 화학자 헤르만 에밀 피셔에 의해 카세인에서 처음으로 분리되었다. 발린(valine)이라는 이름은 발레르산(valeric acid)에서 유래한 것으로, 뿌리에 산이 존재하는 발레리안(valerian) 식물의 이름을 따서 명명되었다.

## 명명법
국제 순수·응용 화학 연합(IUPAC)에 따르면 발린을 형성하는 탄소 원자는 카복실 탄소를 나타내는 1부터 시작하여 순차적으로 번호가 매겨지며, 4와 4'는 2개의 말단 메틸 탄소를 나타낸다.

## 물질대사

### 공급원 및 생합성
발린은 다른 가지사슬 아미노산과 마찬가지로 식물에서는 합성되지만 동물에서는 합성되지 않는다. 따라서 발린은 동물의 필수 아미노산이며, 식단에 포함되어 있어야 한다. 성인의 경우 매일 체중 1 kg당 약 24 mg의 발린이 필요하다. 식물과 세균에서 발린은 피루브산으로부터 시작하여 여러 단계를 거쳐 합성된다. 경로의 초기 부분은 또한 류신으로 이어진다. 대사 중간생성물인 α-케토아이소발레르산은 글루탐산으로 환원성 아미노화를 겪는다. 발린의 생합성에 관여하는 효소들은 다음과 같다.
1. 아세토락트산 생성효소 (또한 아세토하이드록시산 생성효소라고도 함)
2. 아세토하이드록시산 아이소머로리덕테이스
3. 다이하이드록시산 탈수효소
4. 발린 아미노기전이효소

### 분해
다른 가지사슬 아미노산과 마찬가지로 발린의 이화작용은 아미노기 전이에 의한 아미노기의 제거로 시작하여 α-케토산인 α-케토아이소발레르산을 생성하고, α-케토아이소발레르산은 가지사슬 α-케토산 탈수소효소 복합체에 의한 산화적 탈카복실화를 통해 아이소뷰티릴-CoA로 전환된다. 아이소뷰티릴-CoA는 추가로 산화되고 석시닐-CoA로 재배열되어 시트르산 회로로 들어갈 수 있다.

## 합성
라세미 발린은 아이소발레르산의 브로민화에 이어 α-브로모 유도체의 아미노화에 의해 합성될 수 있다.
HO2CCH2CH(CH3)2  + Br2   →    HO2CCHBrCH(CH3)2  + HBr
HO2CCHBrCH(CH3)2  +  2 NH3   →    HO2CCH(NH2)CH(CH3)2  +  NH4Br

## 의학적 중요성

### 인슐린 저항성
다른 가지사슬 아미노산과 마찬가지로 발린은 체중 감소 및 인슐린 저항성 감소와 관련이 있다. 당뇨병에 걸린 쥐 및 사람의 혈액에서 더 높은 수준의 발린이 관찰된다. 하루 동안 발린이 함유된 먹이를 먹인 쥐는 인슐린 감수성이 개선되었으며, 일주일 동안 발린이 함유된 먹이를 먹인 쥐는 혈당 수치가 유의미하게 감소되었다. 식이유발 비만 및 인슐린 저항성 쥐에서 발린 및 기타 가지사슬 아미노산의 수준이 감소된 식이는 비만을 초래하고 인슐린 감수성을 감소시킨다. 발린의 대사 산물인 3-하이드록시아이소뷰티르산은 근육으로의 지방산 흡수 및 지질 감소를 자극하여 쥐의 인슐린 감수성을 촉진시킨다. 사람의 경우 단백질이 풍부한 식단은 공복 혈당 수치를 감소시킨다.

### 조혈줄기세포
식이 발린은 쥐를 대상으로 한 실험에서 입증된 바와 같이 조혈줄기세포 자가 재생에 필수적이다. 식이 발린의 제한은 쥐의 골수에서 장기적으로 재생성되는 조혈줄기세포를 선택적으로 고갈시킨다. 쥐에서 발린이 제한된 식단으로 3주 후에 방사선 조사없이 성공적인 줄기세포 이식이 이루어졌다. 이식된 쥐의 장기 생존은 영양재개 증후군을 피하기 위해 2주에 걸쳐 발린을 점진적으로 식단에 첨가하였을 때 이루어졌다.

## 같이 보기
- 가지사슬 아미노산
- 류신
- 아이소류신
- 발리놀